# Fausto Bertoglio
Fausto Bertoglio (ur. 13 stycznia 1949 w Brescii) – włoski kolarz szosowy, startujący wśród zawodowców w latach 1973–1980. Zwycięzca Giro d’Italia (1975) oraz Dookoła Katalonii (1975).

## Najważniejsze zwycięstwa
- 1972 - Settimana Bergamasca
- 1975 - Giro d’Italia, Dookoła Katalonii
- 1976 - Coppa Placci